# Cavadee

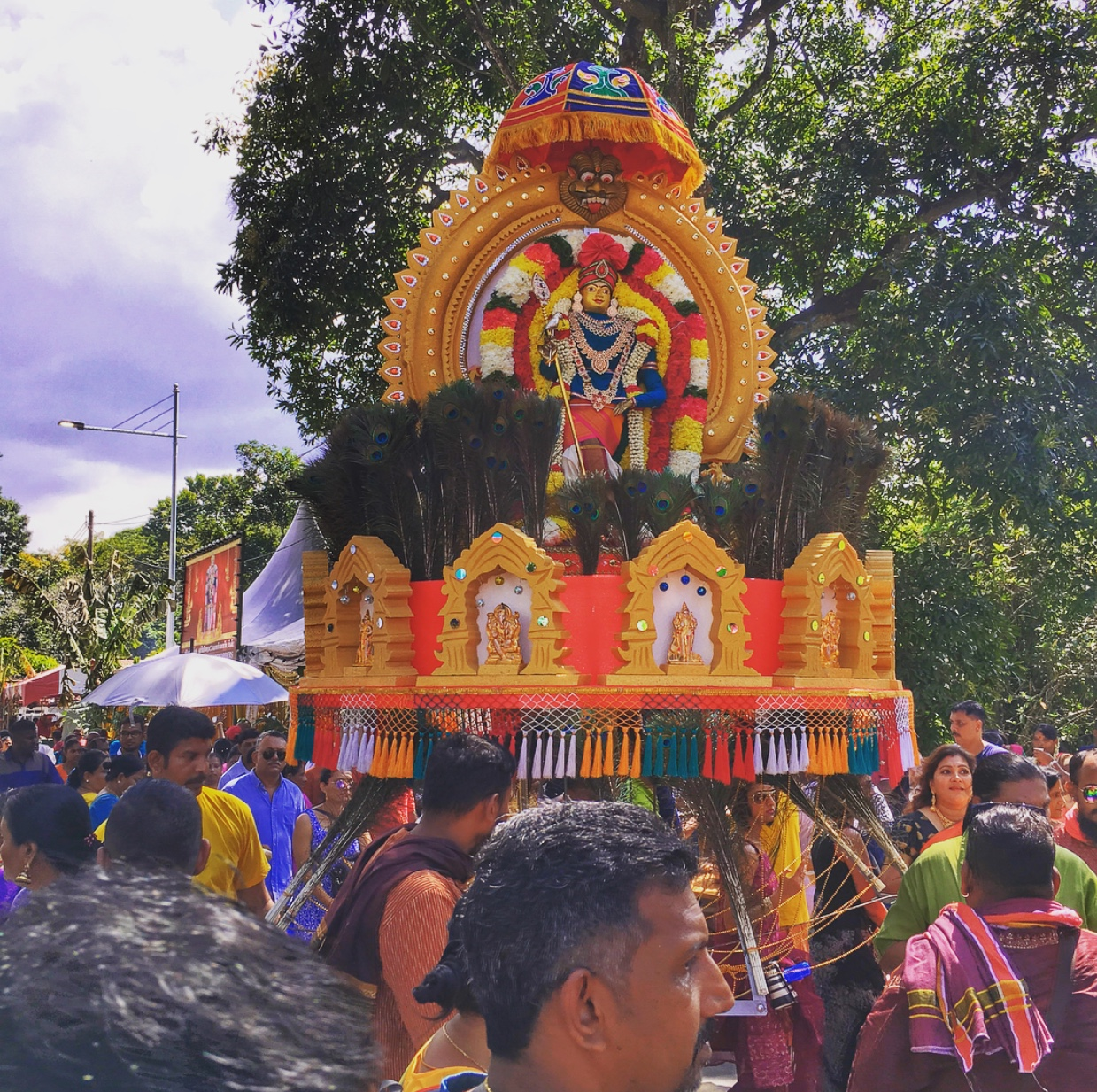
Procession Kavadi durant Thaipusam à Penang.

Le Cavadee, ou Kavadi, est une fête hindoue célébrée dans les îles de l'archipel des Mascareignes, dans le sud-ouest de l'océan Indien. 
Elle est fêtée par la communauté tamoule en janvier ou en février.
Cette fête religieuse haute en couleur consiste à se purifier, les fervents se transpercent différentes parties du corps à l'aide d'aiguilles ; tout ce rituel, pour des yeux non-avertis peut paraitre assez impressionnant.

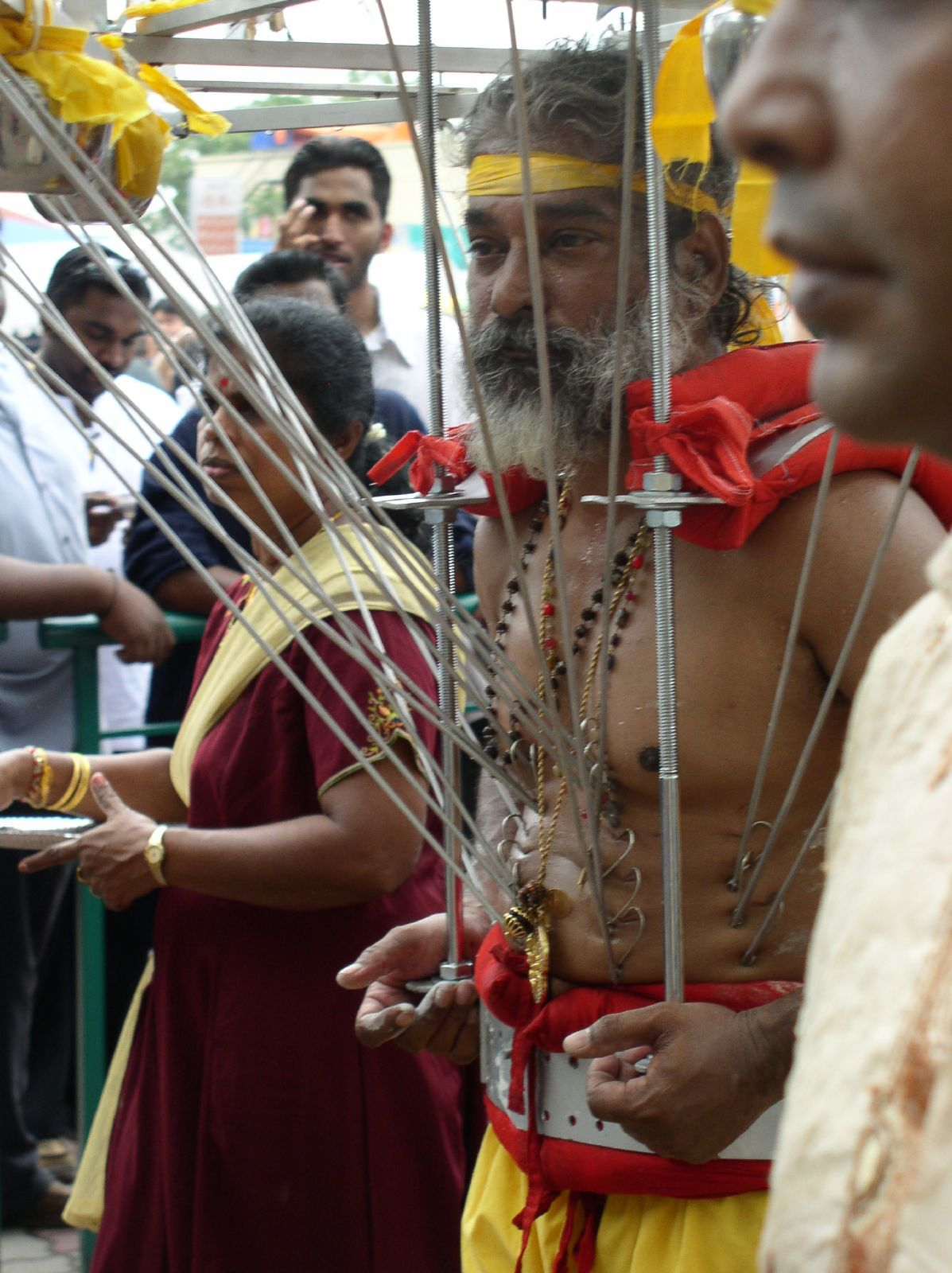

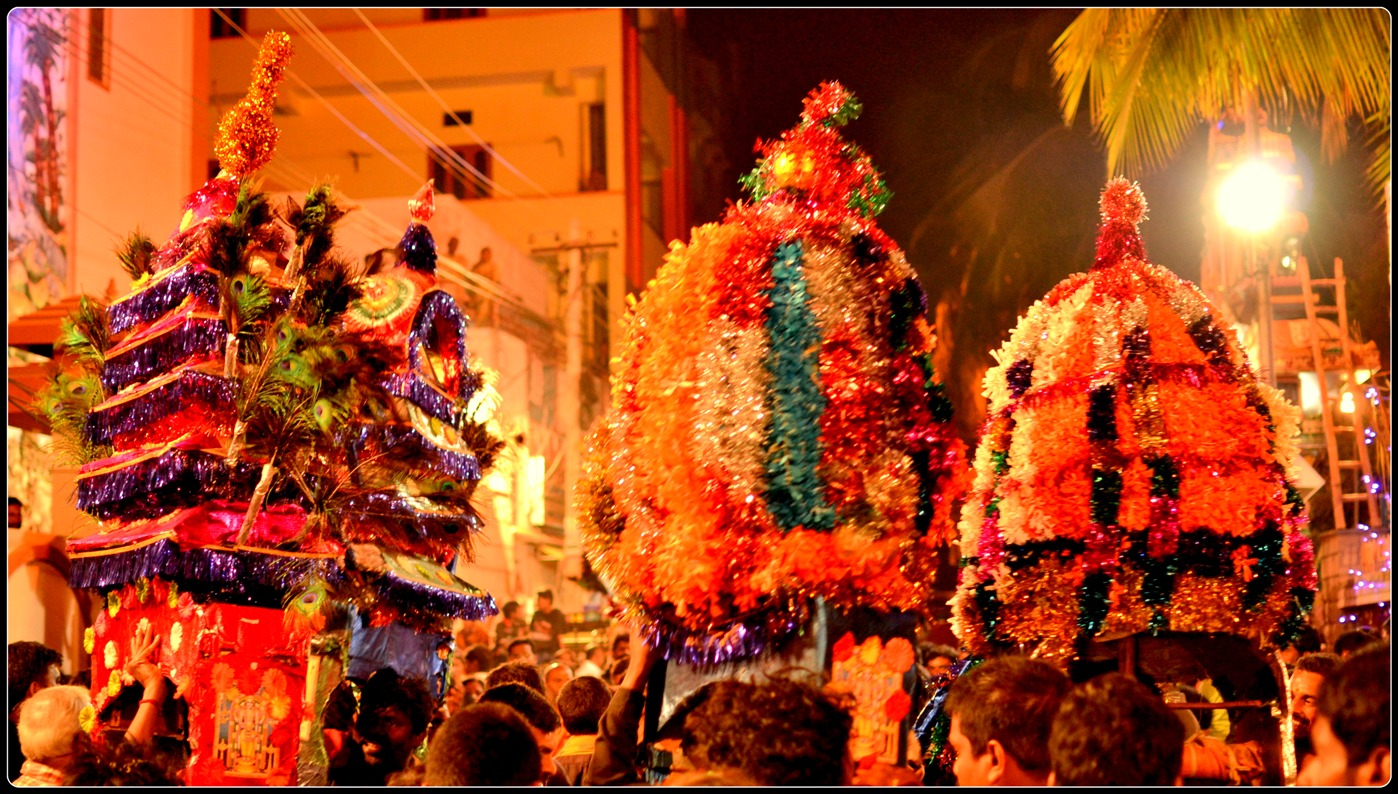
Kavadi à Kamala Nagar.